# Adrian Biddle
Adrian Biddle (* 20. Juli 1952 in London; † 7. Dezember 2005 ebenda) war ein britischer Kameramann.

## Karriere
Biddle begann seine Karriere als Assistent des Unterwasserkameramannes Egil Woxholt bei Filmen wie Im Geheimdienst Ihrer Majestät (1969) oder Kapitän Nemo und die Unterwasserstadt (1969). Anfang der 70er Jahre wechselte er zu der Firma Ridley Scott Associates und wurde Mitarbeiter bei Spielfilmen und Werbeclips.
Ab 1980 wurde er Chefkameramann und kam in dieser Funktion auf über 100 Werbefilme. Seinem Chef Ridley Scott und dessen Kameramann Derek Vanlint assistierte er 1979 hinter der Kamera für den Science-Fiction-Film Alien. 1986 schließlich ist Adrian Biddle zum ersten Mal bei einem Spielfilm Chefkameramann: Aliens – Die Rückkehr von James Cameron. Seitdem hat Adrian Biddle bei vielen erfolgreichen Produktionen mitgewirkt und ist für seine Werke mehrfach ausgezeichnet worden. Unter anderem wurde er für seine Arbeit bei Thelma & Louise 1992 für den Oscar nominiert. 1998 erhielt er eine Auszeichnung bei der Verleihung des Europäischen Filmpreises.
Adrian Biddle starb Ende 2005 im Alter von 53 Jahren an einem Herzinfarkt.

## Filmografie (Auswahl)
- 1986: Aliens – Die Rückkehr (Aliens)
- 1987: Die Braut des Prinzen (The Prince’s Bride)
- 1988: Der Fremde am Strand (The Dawning) – Regie: Robert Knights
- 1988: Willow
- 1989: Das lange Elend (The Tall Guy)
- 1991: Thelma & Louise
- 1992: 1492 – Die Eroberung des Paradieses (1492: Conquest of Paradise)
- 1994: Die goldenen Jungs (City Slickers II: The Legend of Curly’s Gold)
- 1995: Judge Dredd
- 1996: 101 Dalmatiner (101 Dalmatians)
- 1997: Wilde Kreaturen (Fierce Creatures)
- 1997: Der Schlächterbursche (The Butcher Boy) – Regie: Neil Jordan
- 1997: Event Horizon – Am Rande des Universums (Event Horizon)
- 1998: Der Guru (Holy Man)
- 1998: Die Mumie (The Mummy)
- 1999: James Bond 007 – Die Welt ist nicht genug (The World Is Not Enough)
- 2000: Das Gewicht des Wassers (The Weight of Water)
- 2000: 102 Dalmatiner (102 Dalmatians)
- 2001: Die Mumie kehrt zurück (The Mummy Returns)
- 2001: Die Herrschaft des Feuers (Reign of Fire)
- 2003: Shanghai Knights
- 2004: Laws of Attraction
- 2004: Bridget Jones – Am Rande des Wahnsinns (Bridget Jones – The Edge of Reason)
- 2005: Der Fluch der Betsy Bell (An American Haunting)
- 2005: V wie Vendetta (V for Vendetta)